# فاجا مارغفيلاشفيلي
فاجا مارغفيلاشفيلي (بالجورجية: ვაჟა მარგველაშვილი ؛ من مواليد 3 أكتوبر 1993) هو لاعب جودو جورجي. حصل على الميدالية الذهبية في بطولة الجودو الأوروبية لعام 2016   والميدالية الفضية في دورة الألعاب الأولمبية الصيفية لعام 2020 في وزن 66 كغم للرجال.
عام 2021، فاز بإحدى الميداليات البرونزية في هذا الوزن في بطولة العالم للجودو لعام 2021 التي أقيمت في الدوحة، قطر.   بعد بضعة أشهر، فاز بالميدالية الفضية في منافسات وزن 66 كغم للرجال في بطولة أوروبا للجودو 2021 التي أقيمت في لشبونة، البرتغال. 

## روابط خارجية
- فاجا مارغفيلاشفيلي على موقع الفيدرالية الدولية للجودو (الإنجليزية)
- فاجا مارغفيلاشفيلي على موقع JudoInside.com (الإنجليزية)
- فاجا مارغفيلاشفيلي على موقع AllJudo.net (الفرنسية)
- فاجا مارغفيلاشفيلي على موقع اللجنة الأولمبية الدولية (الإنجليزية)
- فاجا مارغفيلاشفيلي على موقع أوليمبيديا (الإنجليزية)
- فاجا مارغفيلاشفيلي في JudoBase.org